# Tenancingo, Tlaxcala
Tenancingo là một đô thị thuộc bang Tlaxcala, México. Năm 2005, dân số của đô thị này là 10632 người.